# Treehouse (I See Stars)
Treehouse è il quinto album in studio del gruppo musicale statunitense I See Stars, pubblicato il 17 giugno 2016 dalla Sumerian Records.
È il primo album del gruppo senza il cantante e tastierista Zach Johnson e il chitarrista Jimmy Gregerson, entrambi usciti dalla formazione nel 2015.

## Tracce
1. Calm Snow – 3:11
2. Break – 3:47
3. White Lies – 3:32
4. Everyone's Safe in the Treehouse – 4:06
5. Running with Scissors – 4:22
6. Mobbin' Out – 4:55
7. Walking on Gravestones – 3:50
8. Light in the Cave – 3:51
9. All In – 4:22
10. Two Hearted – 4:24
11. Portals – 5:23
12. Yellow King – 4:49

## Formazione
I See Stars
- Devin Oliver – voce
- Brent Allen – chitarra
- Jeff Valentine – basso
- Andrew Oliver – tastiera, sintetizzatore, sequencer, programmazione

Altri musicisti
- Luke Holland – batteria, percussioni
- Nick Scott – chitarra, programmazione

## Classifiche
| Classifica (2016)           | Posizione massima |
| --------------------------- | ----------------- |
| Australia                   | 78                |
| Nuova Zelanda (heatseekers) | 9                 |
| Stati Uniti                 | 93                |
| Stati Uniti (digital)       | 23                |
| Stati Uniti (independent)   | 8                 |
| Stati Uniti (alternative)   | 7                 |
| Stati Uniti (hard rock)     | 4                 |
| Stati Uniti (rock)          | 13                |